# Volti dei Vangeli
Volti dei Vangeli è un programma televisivo italiano del 2022 con protagonista Papa Francesco andato in onda su Rai 1 il 17 aprile 2022 alle 21:25. Il programma è stato presentato da un'edizione speciale del TG1 condotta da Monica Maggioni. Nella trasmissione è inoltre presente un contributo del Premio Oscar Roberto Benigni che introduce il programma con una sua riflessione dedicata al "volto gioioso di Gesù".

## il Programma
La trasmissione è incentrata su un'ampia intervista di Papa Francesco rilasciata per l'occasione, che regala sue riflessioni sui protagonisti dei Vangeli.
La particolare espressività delle parole del Papa accompagna la visione di opere d'arte (quadri, affreschi, miniature dei codici e nelle sculture, molte delle quali conservate in Vaticano) raffiguranti i vari personaggi delle scene evangeliche. Il programma propone infatti un vasto catalogo di opere, famose ma anche sconosciute e inedite, riprese dalle camere che permettono di "entrare" nel quadro e nei suoi dettagli.

## Accoglienza
Il programma è andato in onda in prima serata su rai 1 la domenica di Pasqua 17 aprile 2022 registrando il 14.1% di share, pari a 2.937.000 spettatori.
Successivamente è stata trasmessa in 3 puntate più piccole su Rai Storia:
Ep.1 (28 minuti) in onda lunedì 2 maggio 2022 alle 21.10. Ep.2 (29 minuti) in onda lunedì 9 maggio 2022 alle 21.20. Ep.3 (33 minuti) in onda lunedì 16 maggio 2022 alle 21:10.

## Produzione
Il programma è stato realizzato dal Dicastero per la comunicazione e Rai Cultura in collaborazione con la Biblioteca apostolica vaticana e i Musei Vaticani.
Gli autori e ideatori del programma sono Andrea Tornielli e Lucio Brunelli. La regia del programma è del fotografo Renato Cerisola e le musiche di Michelangelo Palmacci.